# Propulsion
| Årets häst     |              |              |
| 2018           | 2019         | 2020         |
| Readly Express | Propulsion   | Hail Mary    |
| Timo Nurmos    | Daniel Redén | Robert Bergh |

Propulsion, född 18 april 2011 på Bluestone Farms i Pennington i New Jersey, är en amerikansk travare. Han går ibland under smeknamnet ”Proppen”. Han tränades 2014–2015 av Tony Alagna i Nordamerika, och kördes då av Mike Lachance eller Tim Tetrick. Hösten 2015 importerades han till Sverige och tränades fram till 2020 av Daniel Redén och kördes då av Örjan Kihlström. Han utsågs till ”Årets Häst” 2019 vid Hästgalan.
Propulsion blev mycket uppmärksammad efter Elitloppet 2020, där han skar mållinjen som etta. Några dagar efter loppet meddelade den norska facktidningen Trav og Galopp-nytt att Propulsion enligt uppgifter skulle vara nervsnittad i sina hovar. I oktober 2020 framkom det att Propulsion inte varit startberättigad i Sverige, då han nervsnittats innan han importerades till Sverige 2015. Det innebar att Propulsions 45 starter i Sverige och flera andra länder i den europeiska travunionen ogiltigförklarades, resultatlistorna korrigerades och 26 miljoner i prispengar återkrävdes. Innan resultaten ogiltigförklarades hade han sprungit in totalt 34,3 miljoner kronor på 79 starter. Bland de större segrar som ogiltigförklarades var Elitloppet (2020), Norrbottens Stora Pris (2016, 2017, 2018, 2019), Hugo Åbergs Memorial (2016, 2017, 2018), Årjängs Stora Sprinterlopp (2018), Åby Stora Pris (2018, 2019), UET Trotting Masters (2018, 2019), Finlandialoppet (2016), C.L. Müllers Memorial (2018), Olympiatravet (2019) och Prix de Bourgogne (2018). I december 2021 meddelades det att Propulsions resultat i Frankrike också ogiltigförklaras.

## Exteriör och signalement
Propulsions mankhöjd är 162 cm. Han är brun i färgen, välproportionerlig med ett uttryckfullt huvud och väl ansatt hals. Han har även lång hög manke, långa liggande bogar och djup i bålen. Han har en kort rygg och långt något sluttande kors. Långa kotor, tåvid bak och väl inskenade hasar. Nystar fram i skritt och trav, tuppspattliknande rörelser bak i skritt.

## Karriär

### Tiden i Nordamerika
Propulsion, då under namnet Deyrolle, köptes som tvååring på hästauktionen i Lexington, Kentucky 2013, för 250 000 dollar. Han gavs namnet Propulsion, och sattes i träning hos Tony Alagna i New Jersey. Han gjorde sin första start i ett kvallopp på The Red Mile den 12 september 2013, då han var två år gammal. Det gick därefter nio månader innan han debuterade i lopp den 10 maj 2014 på Meadowlands Racetrack. I debutloppet kördes han av Mike Lachance och kom på femteplats. I Nordamerika kom han oftast att köras av Lachance eller Tim Tetrick.
Han tävlade även större delen av 2015 i Nordamerika. Den 14 september 2015 importerades han till Sverige av sin ägare och nye tränare Daniel Redén.

### Första tiden i Sverige
Propulsion debuterade på svensk mark och i tränare Daniel Redéns regi i ett lopp på Solvalla den 7 oktober 2015, som han vann med två längder. Han kördes av Örjan Kihlström som sedan dess varit hans ordinarie kusk. Han var sedan obesegrad i sina sex första starter hos Redén. Bland annat segrade han i Prins Carl Philips Jubileumspokal på Färjestadstravet den 25 mars 2016. Den 8 maj 2016 (i den sjätte starten hos Redén) segrade han i Finlandialoppet, vilket var hans första seger i ett internationellt erkänt grupplopp. Vinnartiden skrevs till 1.10,2 över 1609 aak, vilket var nytt banrekord på Vermo travbana. Efter segern i Finlandialoppet blev han inbjuden till 2016 års upplaga av Elitloppet, som gick av stapeln den 29 maj 2016 på Solvalla. I Elitloppet 2016 kom han på tredjeplats i sitt försökslopp, och kvalificerade sig därmed för finalloppet senare samma eftermiddag. I finalen kördes han av Erik Adielsson, då Kihlström valde att köra Nuncio, och ekipaget skar mållinjen som femma. Femteplatsen blev en fjärdeplats efter att det framkommit att trean Un Mec d'Héripré (tränad av Fabrice Souloy) varit dopad.
Starten i Elitloppet följdes upp med segrar i Norrbottens Stora Pris den 18 juni och Hugo Åbergs Memorial den 26 juli 2016. Vid segern i Hugo Åbergs Memorial vann han på tiden 1.08,9 över 1609 meter med autostart, vilket blev hans nya personligt löpningsrekord och nytt svenskt rekord. Vinnartiden var även en tangering av Commander Crowes vinnartid i 2012 års upplaga av loppet, som var den dittills snabbaste vinnartiden någonsin i Hugo Åbergs Memorial. Därefter startade Propulsion i Åby Stora Pris den 13 augusti 2016. Han vann det första av de två heaten av loppet. I det andra heatet slutade han tvåa bakom Un Mec d'Héripré. Propulsion och Un Mec d'Héripré möttes därefter i ett skiljeheat, där den sistnämnde vann. Åby Stora Pris följdes upp med två raka segrar på Sundbyholms travbana. I mitten av november 2016 reste Propulsion till Frankrike för att delta i det franska vintermeetinget på Vincennesbanan utanför Paris. Han gjorde sin första start där den 20 november 2016 i Prix de Bretagne. Han kom på andraplats i loppet, och kvalificerade sig därmed också för 2017 års upplaga av Prix d'Amérique. Totalt sprang han in 5 miljoner kronor på 13 starter under 2016, vilket gjorde honom till den svenska travsäsongens tredje vinstrikaste travhäst.

### Säsongen 2017

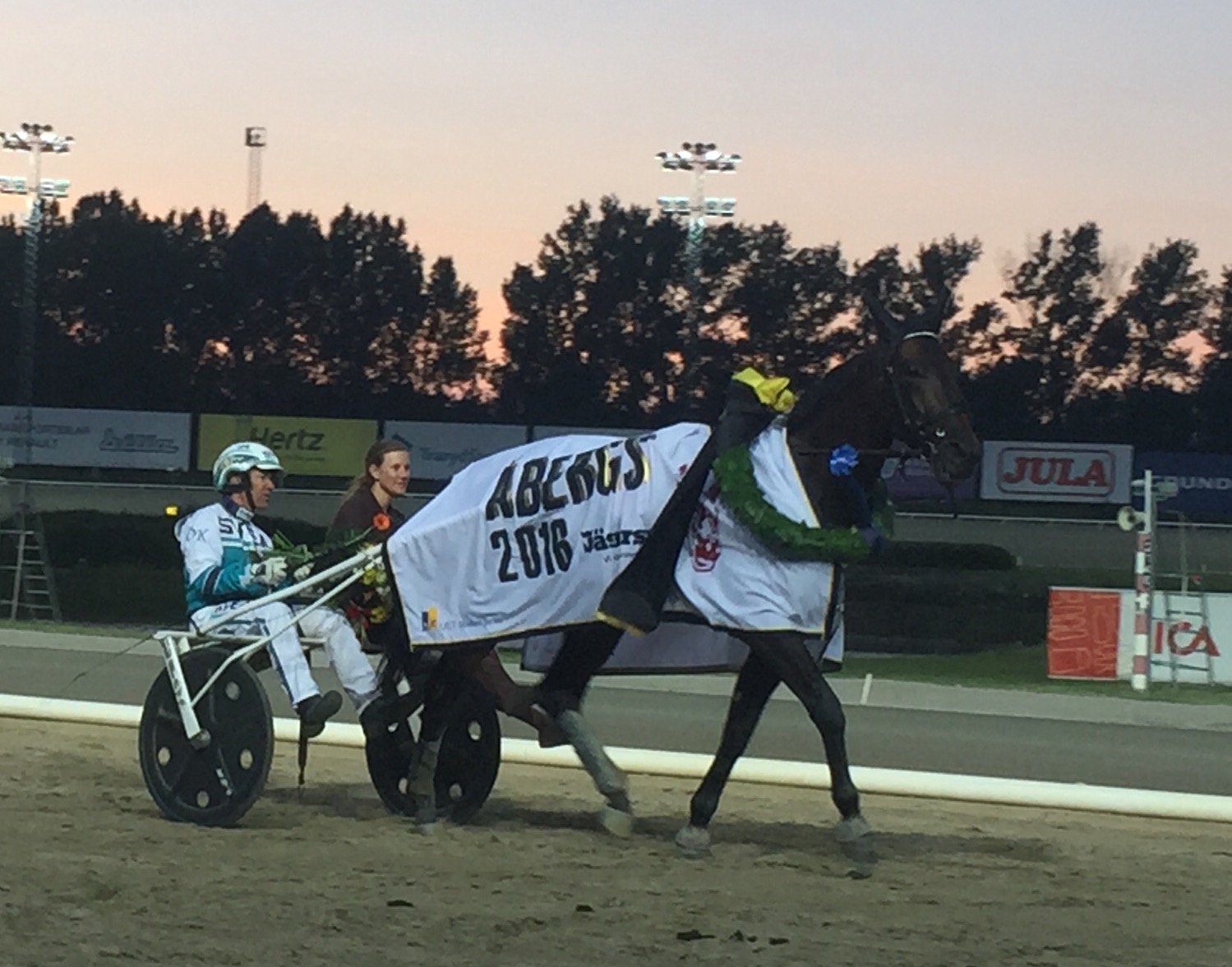
Propulsion, Örjan Kihlström och Ellinor Wennebring efter Hugo Åbergs Memorial 2016.

Den 29 januari 2017 startade Propulsion i årets upplaga av Prix d'Amérique på Vincennesbanan i Paris för första gången i karriären. Han kördes av sin ordinariekusk Örjan Kihlström och slutade på fjärdeplats. Propulsion deltog sedan i Elitloppet för andra gången i karriären i 2017 års upplaga den 28 maj 2017. Han kördes av Johan Untersteiner, då ordinariekusk Kihlström valde att köra Nuncio. Propulsion kom på andraplats bakom vinnande Nuncio i försöket, och kvalificerade sig därmed för final. I finalen slutade han återigen tvåa, då bakom vinnande Timoko.
Andraplatsen i Elitloppet följdes upp med en framgångsrik sommar. Han segrade i Norrbottens Stora Pris den 17 juni 2017, detta på nytt banrekord på Bodentravet med tiden 1.10,8a över 2140 meter. Den 15 juli 2017 kom han på andraplats i Årjängs Stora Sprinterlopp, slagen med en nos av Dante Boko som travade i ledningen medan Propulsion hamnade en bit bak i starten. Den 25 juli startade han i 2017 års upplaga av Hugo Åbergs Memorial, där han lyckades försvara sin seger från föregående år. Han segrade på den snabbaste tiden någonsin i loppet, då han vann på 1.08,1. Detta var också nytt svenskt rekord över samtliga distanser. Kusken Örjan Kihlström påpekade efter loppet hur ingen annan häst på svensk mark har varit i närheten av den prestation som Propulsion gjorde denna kväll. Segern innebar även att Propulsipn passerade 10 miljoner insprugna kronor. Rekordloppet följdes upp med en start i Sundsvall Open Trot den 26 augusti 2017, där han kom på tredjeplats.
Efter ett kortare tävlingsuppehåll sedan augusti 2017 gjorde han comeback den 30 november 2017 med att segra i ett lopp på Gävletravet. Han reste därefter till Frankrike för att delta i det franska vintermeetinget för andra gången i karriären. Den 10 december 2017 startade han i Prix du Bourbonnais på Vincennesbanan i Paris, och kom på fjärdeplats efter en sen lucka. Han tog därefter sin första seger i Frankrike när han segrade från ledningen i Prix de Bourgogne den 31 december 2017. Med denna seger kvalificerade han sig även för Prix d'Amérique för andra året i rad.

### Säsongen 2018
Efter ett framgångsrikt vintermeeting gjorde Propulsion första starten för 2018 den 28 januari i det årets upplaga av Prix d'Amérique på Vincennesbanan. Han slutade på tredjeplats i loppet, endast slagen av vinnande Readly Express och tvåan Bold Eagle. Han startade därefter i Prix de France den 11 februari 2018, där han återigen kom på tredjeplats, då efter en jämn upploppsduell med den franska duon Bold Eagle och Belina Josselyn.
Den 8 april 2018 blev han inbjuden av Solvallas sportchef Anders Malmrot till att delta i 2018 års upplaga av Elitloppet. Han gjorde första starten i matchningen mot Elitloppet den 26 april 2018 på Gävletravet, där han segrade med fem längder. Detta var även årets första start på svensk mark. Därefter startade han i Meadow Roads Lopp på Solvalla den 15 maj 2018. Efter att ha travat utvändigt om loppets ledare Target Kronos, segrade han till slut med tre längder på nytt löpningsrekord (1.09,9) i loppet. Den 27 maj gick Elitloppet 2018 av stapeln. Han kördes av sin ordinariekusk Örjan Kihlström och slutade tvåa i finalen.
Sommaren 2018 var mycket framgångsrik för Propulsion. Han började med att delta som dubbel titelförsvarare i Norrbottens Stora Pris den 16 juni 2018, och vann loppet från utvändigt om ledaren. Detta innebar att han, och kusken Örjan Kihlström, tog sin tredje raka seger i detta storlopp, vilket är rekord. Nästa start blev Årjängs Stora Sprinterlopp den 14 juli 2018, där han segrade på tiden 1.09,2, vilket var nytt rekord i loppet. Den 31 juli 2018 blev han historisk när han segrade i Hugo Åbergs Memorial för tredje året i rad. Han travade i tredjespår under större delen av loppet, men vann trots detta med tre längder före tvåan Up And Quick.
Den 11 augusti 2018 deltog Propulsion i årets upplaga av Åby Stora Pris. Nytt för 2018 var att loppet kördes över stayerdistansen 3 140 meter, en distans som han aldrig vunnit på. Propulsion och Örjan Kihlström hamnade i rygg på ledande Readly Express, och vreds sedan ut under upploppet och lyckades segra med minimal marginal. Segertiden var 1.13,2 över 3 140 meter, vilket var nytt världsrekord. Segern var värd 2 miljoner kronor, och innebar att Propulsion passerade 20 miljoner insprungna kronor. Propulsion gick en ny duell mot Readly Express den 16 september i 2018 års UET Trotting Masters-final, och återigen stod Propulsion som segrare. Han segrade även i C.L. Müllers Memorial den 27 oktober 2018. Detta var hans sjätte raka seger, varav samtliga segrar i grupplopp. Den 24 november 2018 startade han i Konung Carl XVI Gustafs Silverhäst, som ingick som en Gulddivisionsfinal på V75. Han lyckades inte ta sin sjunde raka seger, utan slutade på tredjeplats. Han avslutade säsongen med att starta som en av tidernas största V75-favoriter i Gulddivisionen den 29 december 2018 på Romme travbana. Han slutade tvåa, slagen av On Track Piraten. Efter loppet visade det sig att han varit sjuk i feber.

### Säsongen 2019
Propulsion inledde året med att starta i Prix d'Amérique den 27 januari 2019. Detta blev hans tredje Prix d'Amérique-start i karriären. I loppet kom han på femteplats efter att ha hamnat bland de sista i starten. Den 2 mars 2019 blev han årets andra häst att bjudas in till 2019 års upplaga av Elitloppet. Kretsen kring Propulsion aviserade att detta kommer att bli hans sista start i tävlingskarriären, innan avelsarbete väntar.
Den 13 april 2019 reste han till Umåker och startade i Guldbjörken. Innan loppet tappade Propulsion skorna två gånger, och hann endast göra en halv provstart. Han vann senare loppet efter att ha gått utvändigt om ledande Muscle Hustle och spurtat ner denne över upploppet. Han segrade på tiden 1.11,3a över 2140 meter, vilket var nytt banrekord. Nästa start för Propulsion blev Olympiatravet på Åby den 27 april 2019. Propulsion startade från spår 7 och backades sist i fältet. Efter att ha fått gå en stor del av loppet i tredjespår fick han senare placeringen utvändigt om ledande Cyber Lane. På upploppet spurtade sedan Propulsion ner allt motstånd, och segrade i loppet.
Den 26 maj 2019 gick årets upplaga av Elitloppet av stapeln. Propulsion och Örjan Kihlström startade i det andra försöket från spår 5. De kom tvåa bakom segrande Aubrion du Gers i försöket och kvalificerade sig därmed för finalen där de slutade fyra. Propulsion var tillbaka i vinnarcirkeln redan i nästa start då han segrade i Norrbottens Stora Pris den 15 juni 2019. Detta var hans fjärde raka seger i loppet, vilket är rekord. Den 30 juli 2019 startade han som trippel titelförsvarare i Hugo Åbergs Memorial. Efter att ha startat från bakspår och hamnat långt bak i kön lyckades han inte ta sin fjärde raka seger i loppet, utan blev tvåa efter att ha förlorat med en halv längd till Ringostarr Treb. Han var tillbaka i vinnarspåret i nästa start, den 10 augusti 2019 då han vann Åby Stora Pris för andra året i rad. Segern togs på nytt världsrekord med tiden 1.12,8 över 3140 meter autostart. Den 7 september 2019 startade han i finalen av UET Trotting Masters på Vincennesbanan. Efter stor dramatik på upploppet då ledande Cleangame galopperade gick Propulsion undan till seger. Med segern blev han den första och hittills enda häst som vunnit loppet två gånger, dessutom två år i rad. Med segern kom han även över 30 miljoner insprungna kronor.
Efter en kortare tävlingspaus började han laddas mot en eventuell start i Prix d'Amérique 2020, vilket i sådant fall blir hans fjärde gång. Han gjorde comeback med att starta i ett försök av Gulddivisionen den 28 december 2019 på Romme. Han vann loppet enkelt efter att tidigt ha körts till ledningen.

### Säsongen 2020

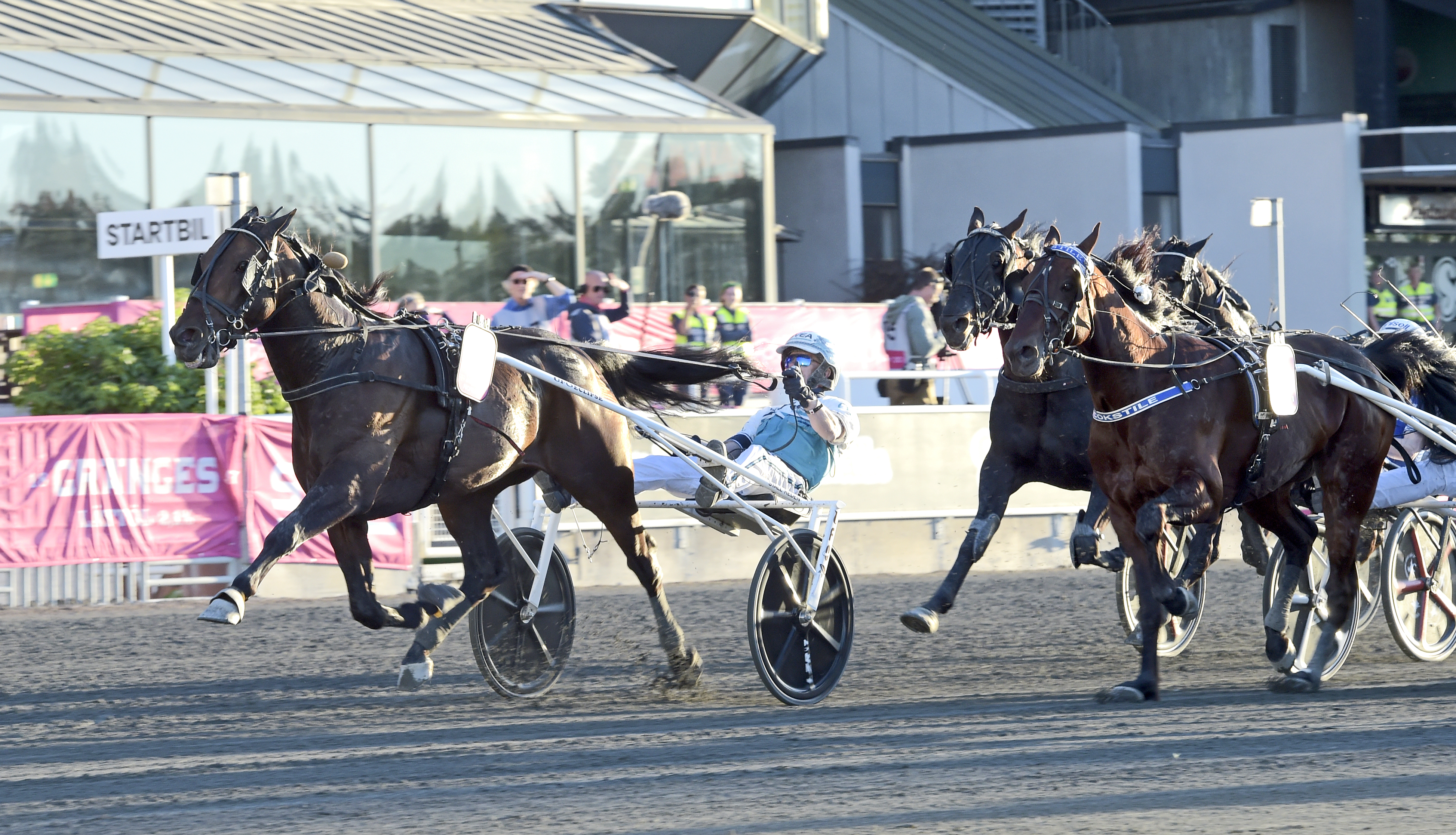
Propulsion skär mållinjen som etta i Elitloppet 2020.

Matchningen mot karriärens fjärde Prix d'Amérique fortsatte under januari 2020. Han startade i ett försök av Gulddivisionen den 11 januari på Bergsåker. I loppet kördes han tidigt fram till positionen utvändigt om ledaren Elian Web, men lyckades inte plocka ner denne över upploppet utan slutade tvåa. Han reste sedan till Paris, där årets Prix d'Amérique gick av stapeln den 26 januari 2020. Upplagan förutsågs vara mycket öppen med Propulsion i favoritskaran tillsammans med Face Time Bourbon, Davidson du Pont, Bold Eagle och Belina Josselyn. Det blev ett händelserikt lopp för Propulsions del. Han kom sent ut i starten och blev kvar i fjärdespår under loppets inledning för att sedan köras fram utvändigt om ledaren. Efter att ledaren galopperat kunde han överta ledningen, men fick sedan Looking Superb över sig som övertog ledningen och Propulsion hamnade i rygg på denne. Inför slutkurvan stumnade Looking Superb och Propulsion drogs bakåt i kön och fick aldrig fritt utrymme för att spurta. Han blev oplacerad i loppet.
Trots att Propulsion inte hade startat sedan slutet av januari, bjöds han den 23 maj 2020 in som trettonde häst till 2020 års upplaga av Elitloppet på Solvalla. Propulsion hade en inbjudan vikt för sig bara tränare Redén ansåg att hästen kändes bra. Propulsion lottades till spår 8 i sitt försöksheat. Den 31 maj 2020 kördes Elitloppet. I försöksheatet fick Propulsion trava hela loppet i tredjespår, men lyckades ändå bli trea och därmed kvala in till finalen. Lottningen för finalheatet ägde rum på Solvallas stallbacke runt klockan 18.10 på kvällen. Tränare Daniel Redén som hade lyckats med att få hästarna Propulsion, Sorbet och Missle Hill till finalen och valde spår 6 till Propulsion. I finalen behövde Propulsion inte vara med i någon körning, utan fick spara sina krafter och kunde på upploppet speeda förbi hela fältet för att ta sin första seger i Elitloppet.

## Efterspel
Den 2 juni 2020 meddelade den norska facktidningen Trav og Galopp-nytt att Propulsion, enligt uppgifter, skulle vara nervsnittad i hovarna. Nervsnittning innebär att nervtrådar kapas, oftast i hovarna, för att hästen inte ska känna eventuell smärta. Nervsnittade hästar får inte tävla i Sverige eller verka i svensk avelsverksamhet. Svensk Travsports VD Maria Croon meddelade att en stor utredning startats och att Propulsion fått startförbud på obegränsad tid. Om utredningen skulle visa att Propulsion är nervsnittad kan det komma att påverka alla hans starter i Europa. Daniel Redén hörde rykten om nervsnittningen redan under 2019. VD:n för det amerikanska travförbundet USTA verifierade sedan att ryktena stämde. Den 6 juni 2020 meddelade Svensk Travsports VD Maria Croon att en extern jurist anlitats för att hjälpa till med utredningen. Flera hästägare till hästar som tävlat mot Propulsion i lopp började sedan att göra anspråk på förlorade prispengar.
Den 29 oktober 2020 meddelades det under en presskonferens att Propulsion varit nervsnittad sedan 2015, och att drygt 26 miljoner kronor i insprungna prispengar i svenska travlopp kommer att behöva betalas tillbaka. Svensk Travsport lämnade över utredningen till Ansvarsnämnden för prövning vad det ska innebära för Daniel Redén. Redén dömdes sedan till att betala 100 000 kronor i böter. Även Propulsions segertider i loppen ogiltigförklarades, vilket innefattade hans snabbaste rekordtid på 1.08,1 i 2017 års upplaga av Hugo Åbergs Memorial.  
Den 18 november 2020 meddelades det att Svensk Travsport lämnat över beslutsfattandet till övriga länder i det europeiska travförbundet UET, i vilka Propulsion tävlat. Propulsion har gjort ett flertal starter i främst Frankrike, och han riskerar att mista ytterligare 6 miljoner kronor i prispengar. Resultaten i flera stora lopp kommer i sådana fall att bli ändrade. Propulsion har även segrat i UET Trotting Masters på Vincennesbanan 2019 och har en tredje-, en fjärde- och en femteplats i Prix d'Amérique. Även hans två starter på Vermo i Finland, vilka resulterade i en seger och ett andrapris i Finlandialoppet riskerar att strykas. I mitten av juni 2021 meddelades det att hans båda starter i Finlandialoppet ogiltigförklaras. I december 2021 meddelades det att Propulsions resultat i Frankrike även ogiltigförklaras.

## Avelskarriär
Då Propulsion visats vara nervsnittad är han inte längre godkänd att verka i svensk avel. I november 2020 meddelade Daniel Redén i ett pressmeddelande att Propulsion kommer att stallas upp som avelshingst på Deo Volente Farms i New Jersey under 2021. Under 2022 blev det klart att han skulle stallas upp i Finland under 2023.
Propulsions första kull föddes 2019 och hans avkomma Schampus har bland annat vunnit Deutsches Traber-Derby och Breeders' Crown i Tyskland.

## Utmärkelser
Propulsion har varit en av de av fyra nominerade travhästarna i kategorin ”Årets Häst” på Hästgalan vid tre tillfällen (2017, 2018, 2019). De två första åren förlorade han utmärkelsen till Readly Express. För sitt framgångsrika 2019 blev han nominerad till titel ”Årets Häst” för tredje gången i rad. Det blev tredje gången gillt och han tilldelades titeln ”Årets Häst” 2019 vid Hästgalan som ägde rum den 7 februari 2020 på Waterfront i Stockholm. Det blev en stor kväll för alla i Propulsions team. Hans tränare Daniel Redén utsågs till ”Årets Tränare” och hans kusk Örjan Kihlström till ”Årets Kusk”. Hans skötare Ellinor Wennebring tilldelades Stig H. Johanssons skötarstipendium.
| År   | Nominerad    | Resultat | Ref.                 |
| ---- | ------------ | -------- | -------------------- |
| 2017 | ”Årets häst” | 2        | [ 88 ] [ 89 ] [ 90 ] |
| 2018 | ”Årets häst” | 2        | [ 88 ] [ 89 ] [ 90 ] |
| 2019 | ”Årets häst” | 1        | [ 88 ] [ 89 ] [ 90 ] |

## Statistik

### Löpningsrekord
| Datum       | Bana        | Lopp           | Tid    | Distans | Startmetod           | Kusk         |
| ----------- | ----------- | -------------- | ------ | ------- | -------------------- | ------------ |
| 3 juli 2015 | Meadowlands | 3-4 Year nw3cd | 1:52.1 | 1 609 m | amerikansk autostart | David Miller |

### Större segrar som ogiltigförklarats
| År   | Lopp                              | Kusk            | Vinstbelopp   | Grupp   |
| ---- | --------------------------------- | --------------- | ------------- | ------- |
| 2016 | Prins Carl Philips Jubileumspokal | Örjan Kihlström | 250 000 SEK   | -       |
| 2016 | Finlandialoppet                   | Örjan Kihlström | 1 021 713 SEK | Grupp 1 |
| 2016 | Norrbottens Stora Pris            | Örjan Kihlström | 1 000 000 SEK | Grupp 1 |
| 2016 | Hugo Åbergs Memorial              | Örjan Kihlström | 1 000 000 SEK | Grupp 1 |
| 2016 | Åby Stora Pris, Heat A            | Örjan Kihlström | 400 000 SEK   | -       |
| 2017 | Norrbottens Stora Pris            | Örjan Kihlström | 1 000 000 SEK | Grupp 1 |
| 2017 | Hugo Åbergs Memorial              | Örjan Kihlström | 1 000 000 SEK | Grupp 1 |
| 2017 | Prix de Bourgogne                 | Örjan Kihlström | 527 515 SEK   | Grupp 2 |
| 2018 | Meadow Roads Lopp                 | Örjan Kihlström | 200 000 SEK   | -       |
| 2018 | Norrbottens Stora Pris            | Örjan Kihlström | 1 000 000 SEK | Grupp 1 |
| 2018 | Årjängs Stora Sprinterlopp        | Örjan Kihlström | 600 000 SEK   | Grupp 2 |
| 2018 | Hugo Åbergs Memorial              | Örjan Kihlström | 1 000 000 SEK | Grupp 1 |
| 2018 | Åby Stora Pris                    | Örjan Kihlström | 2 000 000 SEK | Grupp 1 |
| 2018 | UET Trotting Masters              | Örjan Kihlström | 2 000 000 SEK | Grupp 1 |
| 2018 | C.L. Müllers Memorial             | Örjan Kihlström | 400 000 SEK   | Grupp 2 |
| 2019 | Olympiatravet                     | Örjan Kihlström | 1 500 000 SEK | Grupp 1 |
| 2019 | Norrbottens Stora Pris            | Örjan Kihlström | 1 000 000 SEK | Grupp 1 |
| 2019 | Åby Stora Pris                    | Örjan Kihlström | 2 000 000 SEK | Grupp 1 |
| 2019 | UET Trotting Masters              | Örjan Kihlström | 1 754 631 SEK | Grupp 1 |
| 2020 | Elitloppet                        | Örjan Kihlström | 3 000 000 SEK | Grupp 1 |

### Starter och resultat innan utredning
| #  | Datum             | Lopp                                | Bana         | Kusk               | Tränare      | Odds | Tid               | Dist.   | Plac. | Vinstsumma    | Ref.          |
| -- | ----------------- | ----------------------------------- | ------------ | ------------------ | ------------ | ---- | ----------------- | ------- | ----- | ------------- | ------------- |
| -  | 12 september 2013 | Kvallopp                            | The Red Mile | Tony Alagna        | Tony Alagna  | -    | 2:01.1 (1.15,4)   | 1 609 m | 4     | -             | [ 91 ] [ 92 ] |
| -  | 20 september 2013 | Kvallopp                            | The Red Mile | Mike Lachance      | Tony Alagna  | -    | 1:59.4 (1.14,5)   | 1 609 m | 4     | -             | [ 91 ] [ 92 ] |
| -  | 27 september 2013 | Kvallopp                            | The Red Mile | Mike Lachance      | Tony Alagna  | -    | 1:58.1 (1.13,5)   | 1 609 m | 3     | -             | [ 91 ] [ 92 ] |
| -  | 4 oktober 2013    | Kvallopp                            | The Red Mile | Mike Lachance      | Tony Alagna  | -    | 1:56.2 (1.12,4)   | 1 609 m | 3     | -             | [ 91 ] [ 92 ] |
| -  | 26 april 2014     | Kvallopp                            | Meadowlands  | Mike Lachance      | Tony Alagna  | -    | 1:58.3 (1.13,7)   | 1 609 m | 4     | -             | [ 91 ] [ 92 ] |
| -  | 3 maj 2014        | Kvallopp                            | Meadowlands  | Mike Lachance      | Tony Alagna  | -    | 1:56.1 (1.12,3)   | 1 609 m | 1     | -             | [ 91 ] [ 92 ] |
| 1  | 10 maj 2014       | 3 Year nw1PM                        | Meadowlands  | Mike Lachance      | Tony Alagna  | 82   | 1:55.2 (1.11,8)   | 1 609 m | 5     | 500 USD       | [ 91 ] [ 92 ] |
| 2  | 16 maj 2014       | 3 Year nw1                          | Meadowlands  | Mike Lachance      | Tony Alagna  | 121  | 2:08.4g (1.20,1g) | 1 609 m | 0     | 0 USD         | [ 91 ] [ 92 ] |
| -  | 15 augusti 2014   | Kvallopp                            | Mohawk       | Tony Alagna        | Tony Alagna  | -    | 1:58.3 (1.13,7)   | 1 609 m | 3     | -             | [ 91 ] [ 92 ] |
| -  | 22 augusti 2014   | Kvallopp                            | Mohawk       | Scott Zeron        | Tony Alagna  | -    | 1:56.3 (1.12,5)   | 1 609 m | 1     | -             | [ 91 ] [ 92 ] |
| 3  | 28 augusti 2014   | 2&3 Year -nw15000                   | Mohawk       | Scott Zeron        | Tony Alagna  | 15   | 1:56.4 (1.12,6)   | 1 609 m | 1     | 7 000 USD     | [ 91 ] [ 92 ] |
| 4  | 18 september 2014 | nw3-4 pmlt                          | The Red Mile | Mike Lachance      | Tony Alagna  | 25   | 1:53.2 (1.10,5)   | 1 609 m | 2     | 900 USD       | [ 91 ] [ 92 ] |
| 5  | 27 september 2014 | Late Closer                         | The Red Mile | Mike Lachance      | Tony Alagna  | 63   | 1:53.3 (1.10,6)   | 1 609 m | 3     | 1 200 USD     | [ 93 ]        |
| 6  | 4 oktober 2014    | Late Closer                         | The Red Mile | Mike Lachance      | Tony Alagna  | 210  | 1:52.3 (1.10,0)   | 1 609 m | 1     | 5 000 USD     | [ 94 ]        |
| -  | 29 november 2014  | Kvallopp                            | Meadowlands  | Tim Tetrick        | Tony Alagna  | -    | 1:55.0 (1.11,5)   | 1 609 m | 1     | -             | [ 91 ] [ 92 ] |
| 7  | 5 december 2014   | 2-3 Year nw2                        | Meadowlands  | Tim Tetrick        | Tony Alagna  | 10   | 1:55.1 (1.11,6)   | 1 609 m | 1     | 10 000 USD    | [ 91 ] [ 92 ] |
| 8  | 19 december 2014  | 3 Year nw3cd                        | Meadowlands  | Tim Tetrick        | Tony Alagna  | 11   | 1:54.2 (1.11,1)   | 1 609 m | 2     | 6 000 USD     | [ 91 ] [ 92 ] |
| -  | 2 januari 2015    | Kvallopp                            | Meadowlands  | Tim Tetrick        | Tony Alagna  | -    | 1:55.3 (1.11,9)   | 1 609 m | 1     | -             | [ 91 ] [ 92 ] |
| 9  | 8 januari 2015    | Super Bowl                          | Meadowlands  | Tim Tetrick        | Tony Alagna  | 11   | 1:54.4 (1.11,4)   | 1 609 m | 1     | 6 250 USD     | [ 95 ]        |
| 10 | 15 januari 2015   | Super Bowl                          | Meadowlands  | Tim Tetrick        | Tony Alagna  | 11   | 1:55.0 (1.11,5)   | 1 609 m | 1     | 7 500 USD     | [ 96 ]        |
| 11 | 24 januari 2015   | Super Bowl, final                   | Meadowlands  | Tim Tetrick        | Tony Alagna  | 21   | 1:56.0 (1.12,1)   | 1 609 m | 4     | 3 800 USD     | [ 97 ]        |
| 12 | 5 februari 2015   | Charles Singer Memorial             | Meadowlands  | Tim Tetrick        | Tony Alagna  | 35   | 1:56.4 (1.12,6)   | 1 609 m | 3     | 1 800 USD     | [ 98 ]        |
| 13 | 12 februari 2015  | Charles Singer Memorial             | Meadowlands  | Scott Zeron        | Tony Alagna  | 25   | 1:55.0 (1.11,5)   | 1 609 m | 4     | 1 200 USD     | [ 99 ]        |
| 14 | 28 februari 2015  | Charles Singer Memorial, final      | Meadowlands  | Scott Zeron        | Tony Alagna  | 25   | 1:53.2 (1.10,5)   | 1 609 m | 6     | 490 USD       | [ 100 ]       |
| 15 | 13 mars 2015      | Shiaway St Pat                      | Meadowlands  | Tim Tetrick        | Tony Alagna  | 90   | 1:55.1 (1.11,6)   | 1 609 m | 3     | 2 400 USD     | [ 101 ]       |
| 16 | 20 mars 2015      | Shiaway St Pat                      | Meadowlands  | Brett Miller       | Tony Alagna  | 22   | 1:56.4 (1.12,6)   | 1 609 m | 0     | 0 USD         | [ 102 ]       |
| 17 | 28 mars 2015      | Shiaway St Pat, final               | Meadowlands  | Brett Miller       | Tony Alagna  | 59   | 2:02.0g (1.15,9g) | 1 609 m | 0     | 0 USD         | [ 103 ]       |
| -  | 25 april 2015     | Kvallopp                            | Meadowlands  | Tim Tetrick        | Tony Alagna  | -    | 1:55.0 (1.11,5)   | 1 609 m | 1     | -             | [ 91 ] [ 92 ] |
| -  | 13 juni 2015      | Kvallopp                            | Meadowlands  | Tim Tetrick        | Tony Alagna  | -    | 1:52.3 (1.10,0)   | 1 609 m | 1     | -             | [ 91 ] [ 92 ] |
| 18 | 19 juni 2015      | 3-4 Year nw3cd                      | Meadowlands  | Tim Tetrick        | Tony Alagna  | 17   | 1:52.3 (1.10,0)   | 1 609 m | 1     | 11 800 USD    | [ 91 ] [ 92 ] |
| 19 | 26 juni 2015      | 3-4 Year nw3/4                      | Meadowlands  | Tim Tetrick        | Tony Alagna  | 12   | 1:57.1g (1.12,9g) | 1 609 m | 0     | 0 USD         | [ 91 ] [ 92 ] |
| 20 | 3 juli 2015       | 3-4 Year nw3cd                      | Meadowlands  | David Miller       | Tony Alagna  | 25   | 1:52.1 (1.09,8)   | 1 609 m | 1     | 11 800 USD    | [ 91 ] [ 92 ] |
| 21 | 24 juli 2015      | nw15000L5                           | Meadowlands  | David Miller       | Tony Alagna  | 19   | 1:52.1 (1.09,8)   | 1 609 m | 1     | 8 500 USD     | [ 91 ] [ 92 ] |
| 22 | 7 oktober 2015    | 360.001 - 720.000 kr.               | Solvalla     | Daniel Redén       | Daniel Redén | 16   | 1.13,0a           | 2 140 m | 1     | 40 000 SEK    | [ 91 ] [ 92 ] |
| 23 | 18 november 2015  | 480.001 - 900.000 kr                | Solvalla     | Örjan Kihlström    | Daniel Redén | 14   | 1.13,1a           | 2 140 m | 1     | 60 000 SEK    | [ 91 ] [ 92 ] |
| 24 | 3 december 2015   | 365.001 - 850.000 kr                | Gävle        | Örjan Kihlström    | Daniel Redén | 10   | 1.14,7a           | 2 140 m | 1     | 30 000 SEK    | [ 91 ] [ 92 ] |
| -  | 19 december 2015  | 400.001 - 800.000 kr.               | Mantorp      | Örjan Kihlström    | Daniel Redén | str. | str.              | 2 640 m | str.  | str.          | [ 104 ]       |
| 25 | 25 mars 2016      | Prins Carl Philips Jubileumspokal   | Färjestad    | Örjan Kihlström    | Daniel Redén | 19   | 1.11,2a           | 1 640 m | 1     | 250 000 SEK   | [ 105 ]       |
| 26 | 23 april 2016     | Silverdivisionen, försök            | Umåker       | Örjan Kihlström    | Daniel Redén | 14   | 1.14,1a           | 2 160 m | 1     | 125 000 SEK   | [ 91 ] [ 92 ] |
| 27 | 8 maj 2016        | Finlandialoppet                     | Vermo        | Örjan Kihlström    | Daniel Redén | 21   | 1.10,2a           | 1 609 m | 1     | 1 021 713 SEK | [ 106 ]       |
| 28 | 29 maj 2016       | Elitloppet (2016), försök           | Solvalla     | Örjan Kihlström    | Daniel Redén | 45   | 1.09,2a           | 1 609 m | 3     | 75 000 SEK    | [ 107 ]       |
| 29 | 29 maj 2016       | Elitloppet (2016), final            | Solvalla     | Erik Adielsson     | Daniel Redén | 82   | 1.09,5a           | 1 609 m | 4     | 300 000 SEK   | [ 108 ]       |
| 30 | 18 juni 2016      | Norrbottens Stora Pris              | Boden        | Örjan Kihlström    | Daniel Redén | 31   | 1.11,7a           | 2 140 m | 1     | 1 000 000 SEK | [ 109 ]       |
| 31 | 26 juli 2016      | Hugo Åbergs Memorial                | Jägersro     | Örjan Kihlström    | Daniel Redén | 23   | 1.08.9a           | 1 609 m | 1     | 1 000 000 SEK | [ 110 ]       |
| 32 | 13 augusti 2016   | Åby Stora Pris, heat A              | Åby          | Örjan Kihlström    | Daniel Redén | 22   | 1.10,5a           | 1 640 m | 1     | 400 000 SEK   | [ 111 ]       |
| 33 | 13 augusti 2016   | Åby Stora Pris, heat B              | Åby          | Örjan Kihlström    | Daniel Redén | 18   | 1.11,0a           | 1 640 m | 2     | 200 000 SEK   | [ 111 ]       |
| 34 | 13 augusti 2016   | Åby Stora Pris, skiljeheat          | Åby          | Örjan Kihlström    | Daniel Redén | 19   | 1.11,4a           | 1 640 m | 2     | 200 000 SEK   | [ 111 ]       |
| 35 | 25 oktober 2016   | Restaurang-Pokalen                  | Eskilstuna   | Ulf Ohlsson        | Daniel Redén | 10   | 1.14,8a           | 2 140 m | 1     | 50 000 SEK    | [ 91 ] [ 92 ] |
| 36 | 5 november 2016   | Smedträffen                         | Eskilstuna   | Örjan Kihlström    | Daniel Redén | 11   | 1.13,2a           | 2 140 m | 1     | 150 000 SEK   | [ 112 ]       |
| 37 | 20 november 2016  | Prix de Bretagne                    | Vincennes    | Örjan Kihlström    | Daniel Redén | 30   | 1.13,1            | 2 700 m | 2     | 270 649 SEK   | [ 113 ]       |
| -  | 5 januari 2017    | Prix de Belgique                    | Vincennes    | Örjan Kihlström    | Daniel Redén | str. | str.              | 2 850 m | str.  | str.          | [ 114 ]       |
| 38 | 29 januari 2017   | Prix d'Amérique                     | Vincennes    | Örjan Kihlström    | Daniel Redén | 98   | 1.11,8            | 2 700 m | 4     | 781 504 SEK   | [ 115 ]       |
| 39 | 12 februari 2017  | Prix de France                      | Vincennes    | Örjan Kihlström    | Daniel Redén | 93   | 1.11,5a           | 2 100 m | 6     | 78 150 SEK    | [ 116 ]       |
| 40 | 23 februari 2017  | Prix du Plateau de Gravelle         | Vincennes    | Örjan Kihlström    | Daniel Redén | 13   | dga               | 2 100 m | d     | 0 SEK         | [ 117 ]       |
| 41 | 22 april 2017     | Guldbjörken                         | Umåker       | Örjan Kihlström    | Daniel Redén | 11   | 1.12,7a           | 2 140 m | 1     | 150 000 SEK   | [ 118 ]       |
| 42 | 7 maj 2017        | Finlandialoppet                     | Vermo        | Örjan Kihlström    | Daniel Redén | 16   | 1.10,0a           | 1 609 m | 2     | 439 596 SEK   | [ 119 ]       |
| 43 | 28 maj 2017       | Elitloppet (2017), försök           | Solvalla     | Johan Untersteiner | Daniel Redén | 44   | 1.10,2a           | 1 609 m | 2     | 125 000 SEK   | [ 120 ]       |
| 44 | 28 maj 2017       | Elitloppet (2017), final            | Solvalla     | Johan Untersteiner | Daniel Redén | 160  | 1.09.2a           | 1 609 m | 2     | 1 200 000 SEK | [ 121 ]       |
| 45 | 17 juni 2017      | Norrbottens Stora Pris              | Boden        | Örjan Kihlström    | Daniel Redén | 16   | 1.10,8a           | 2 140 m | 1     | 1 000 000 SEK | [ 122 ]       |
| 46 | 15 juli 2017      | Årjängs Stora Sprinterlopp          | Årjäng       | Örjan Kihlström    | Daniel Redén | 21   | 1.09,6a           | 1 640 m | 2     | 300 000 SEK   | [ 123 ]       |
| 47 | 25 juli 2017      | Hugo Åbergs Memorial                | Jägersro     | Örjan Kihlström    | Daniel Redén | 18   | 1.08.1a           | 1 609 m | 1     | 1 000 000 SEK | [ 124 ]       |
| 48 | 26 augusti 2017   | Sundsvall Open Trot                 | Bergsåker    | Örjan Kihlström    | Daniel Redén | 15   | 1.11,3a           | 2 140 m | 3     | 200 000 SEK   | [ 125 ]       |
| 49 | 30 november 2017  | 3-åriga och äldre lägst 250.001 kr. | Gävle        | Örjan Kihlström    | Daniel Redén | 10   | 1.14,5a           | 2 140 m | 1     | 40 000 SEK    | [ 91 ] [ 92 ] |
| 50 | 10 december 2017  | Prix du Bourbonnais                 | Vincennes    | Örjan Kihlström    | Daniel Redén | 230  | 1.12,7            | 2 850 m | 4     | 93 780 SEK    | [ 126 ]       |
| 51 | 31 december 2017  | Prix de Bourgogne                   | Vincennes    | Örjan Kihlström    | Daniel Redén | 45   | 1.10,5a           | 2 100 m | 1     | 527 515 SEK   | [ 127 ]       |
| 52 | 28 januari 2018   | Prix d'Amérique                     | Vincennes    | Örjan Kihlström    | Daniel Redén | 53   | 1.11,3            | 2 700 m | 3     | 1 394 162 SEK | [ 128 ]       |
| 53 | 11 februari 2018  | Prix de France                      | Vincennes    | Örjan Kihlström    | Daniel Redén | 25   | 1.10,3a           | 2 100 m | 3     | 557 665 SEK   | [ 129 ]       |
| 54 | 26 april 2018     | 3-åriga och äldre lägst 345.001 kr. | Gävle        | Örjan Kihlström    | Daniel Redén | 10   | 1.12,1a           | 2 140 m | 1     | 40 000 SEK    | [ 91 ] [ 92 ] |
| 55 | 15 maj 2018       | Meadow Roads Lopp                   | Solvalla     | Örjan Kihlström    | Daniel Redén | 10   | 1.09.9a           | 1 640 m | 1     | 200 000 SEK   | [ 130 ]       |
| 56 | 27 maj 2018       | Elitloppet (2018), försök           | Solvalla     | Örjan Kihlström    | Daniel Redén | 24   | 1.10,8a           | 1 609 m | 2     | 125 000 SEK   | [ 131 ]       |
| 57 | 27 maj 2018       | Elitloppet (2018), final            | Solvalla     | Örjan Kihlström    | Daniel Redén | 18   | 1.09,1a           | 1 609 m | 2     | 1 500 000 SEK | [ 132 ]       |
| 58 | 16 juni 2018      | Norrbottens Stora Pris              | Boden        | Örjan Kihlström    | Daniel Redén | 13   | 1.11,4a           | 2 140 m | 1     | 1 000 000 SEK | [ 133 ]       |
| 59 | 14 juli 2018      | Årjängs Stora Sprinterlopp          | Årjäng       | Örjan Kihlström    | Daniel Redén | 13   | 1.09,2a           | 1 640 m | 1     | 600 000 SEK   | [ 134 ]       |
| 60 | 31 juli 2018      | Hugo Åbergs Memorial                | Jägersro     | Örjan Kihlström    | Daniel Redén | 14   | 1.09,4a           | 1 609 m | 1     | 1 000 000 SEK | [ 135 ]       |
| 61 | 11 augusti 2018   | Åby Stora Pris                      | Åby          | Örjan Kihlström    | Daniel Redén | 22   | 1.13,2a           | 3 140 m | 1     | 2 000 000 SEK | [ 136 ]       |
| 62 | 16 september 2018 | UET Trotting Masters                | Östersund    | Örjan Kihlström    | Daniel Redén | 28   | 1.10,4a           | 2 140 m | 1     | 2 000 000 SEK | [ 137 ]       |
| 63 | 27 oktober 2018   | C.L. Müllers Memorial               | Jägersro     | Örjan Kihlström    | Daniel Redén | 11   | 1.12,6a           | 2 640 m | 1     | 400 000 SEK   | [ 138 ]       |
| 64 | 24 november 2018  | Konung Carl XVI Gustafs Silverhäst  | Solvalla     | Örjan Kihlström    | Daniel Redén | 15   | 1.12,1a           | 2 140 m | 3     | 92 000 SEK    | [ 139 ]       |
| 65 | 29 december 2018  | Gulddivisionen, försök              | Romme        | Örjan Kihlström    | Daniel Redén | 10   | 1.13,8a           | 2 640 m | 2     | 100 000 SEK   | [ 140 ]       |
| 66 | 27 januari 2019   | Prix d'Amérique                     | Vincennes    | Örjan Kihlström    | Daniel Redén | 61   | 1.12,0            | 2 700 m | 5     | 461 745 SEK   | [ 141 ]       |
| 67 | 13 april 2019     | Guldbjörken                         | Umåker       | Örjan Kihlström    | Daniel Redén | 13   | 1.11,3            | 2 140 m | 1     | 200 000 SEK   | [ 142 ]       |
| 68 | 27 april 2019     | Olympiatravet                       | Åby          | Örjan Kihlström    | Daniel Redén | 14   | 1.11,0            | 2 140 m | 1     | 1 500 000 SEK | [ 143 ]       |
| 69 | 26 maj 2019       | Elitloppet (2019), försök           | Solvalla     | Örjan Kihlström    | Daniel Redén | 19   | 1.10,4            | 1 609 m | 2     | 125 000 SEK   | [ 144 ]       |
| 70 | 26 maj 2019       | Elitloppet (2019), final            | Solvalla     | Örjan Kihlström    | Daniel Redén | 28   | 1.10,7            | 1 609 m | 4     | 375 000 SEK   | [ 145 ]       |
| 71 | 15 juni 2019      | Norrbottens Stora Pris              | Boden        | Örjan Kihlström    | Daniel Redén | 16   | 1.11,7            | 2 140 m | 1     | 1 000 000 SEK | [ 146 ]       |
| 72 | 30 juli 2019      | Hugo Åbergs Memorial                | Jägersro     | Örjan Kihlström    | Daniel Redén | 18   | 1.09,4            | 1 609 m | 2     | 800 000 SEK   | [ 147 ]       |
| 73 | 10 augusti 2019   | Åby Stora Pris                      | Åby          | Örjan Kihlström    | Daniel Redén | 14   | 1.12,8            | 3 140 m | 1     | 2 000 000 SEK | [ 148 ]       |
| 74 | 7 september 2019  | UET Trotting Masters                | Vincennes    | Örjan Kihlström    | Daniel Redén | 27   | 1.11,9            | 2 700 m | 1     | 1 754 631 SEK | [ 56 ]        |
| 75 | 28 december 2019  | Gulddivisionen, försök              | Romme        | Örjan Kihlström    | Daniel Redén | 11   | 1.14,4            | 2 640 m | 1     | 200 000 SEK   | [ 57 ]        |
| 76 | 11 januari 2020   | Gulddivisionen, försök              | Bergsåker    | Örjan Kihlström    | Daniel Redén | 12   | 1.12,6            | 2 140 m | 2     | 75 000 SEK    | [ 58 ]        |
| 77 | 26 januari 2020   | Prix d'Amérique                     | Vincennes    | Örjan Kihlström    | Daniel Redén |      | ita               | 2 700 m | 0     | 0 SEK         | [ 59 ]        |
| 78 | 31 maj 2020       | Elitloppet (2020), försök           | Solvalla     | Örjan Kihlström    | Daniel Redén | 3,78 | 1.09,7            | 1 609 m | 3     | 75 000 SEK    |               |
| 79 | 31 maj 2020       | Elitloppet (2020), final            | Solvalla     | Örjan Kihlström    | Daniel Redén | 4,34 | 1.10,2            | 1 609 m | 1     | 3 000 000 SEK | [ 149 ]       |

### Starter och resultat efter utredning
| #  | Datum             | Lopp                                | Bana         | Kusk               | Tränare      | Odds | Tid               | Dist.   | Plac. | Vinstsumma | Ref.          |
| -- | ----------------- | ----------------------------------- | ------------ | ------------------ | ------------ | ---- | ----------------- | ------- | ----- | ---------- | ------------- |
| -  | 12 september 2013 | Kvallopp                            | The Red Mile | Tony Alagna        | Tony Alagna  | -    | 2:01.1 (1.15,4)   | 1 609 m | 4     | -          | [ 91 ] [ 92 ] |
| -  | 20 september 2013 | Kvallopp                            | The Red Mile | Mike Lachance      | Tony Alagna  | -    | 1:59.4 (1.14,5)   | 1 609 m | 4     | -          | [ 91 ] [ 92 ] |
| -  | 27 september 2013 | Kvallopp                            | The Red Mile | Mike Lachance      | Tony Alagna  | -    | 1:58.1 (1.13,5)   | 1 609 m | 3     | -          | [ 91 ] [ 92 ] |
| -  | 4 oktober 2013    | Kvallopp                            | The Red Mile | Mike Lachance      | Tony Alagna  | -    | 1:56.2 (1.12,4)   | 1 609 m | 3     | -          | [ 91 ] [ 92 ] |
| -  | 26 april 2014     | Kvallopp                            | Meadowlands  | Mike Lachance      | Tony Alagna  | -    | 1:58.3 (1.13,7)   | 1 609 m | 4     | -          | [ 91 ] [ 92 ] |
| -  | 3 maj 2014        | Kvallopp                            | Meadowlands  | Mike Lachance      | Tony Alagna  | -    | 1:56.1 (1.12,3)   | 1 609 m | 1     | -          | [ 91 ] [ 92 ] |
| 1  | 10 maj 2014       | 3 Year nw1PM                        | Meadowlands  | Mike Lachance      | Tony Alagna  | 82   | 1:55.2 (1.11,8)   | 1 609 m | 5     | 500 USD    | [ 91 ] [ 92 ] |
| 2  | 16 maj 2014       | 3 Year nw1                          | Meadowlands  | Mike Lachance      | Tony Alagna  | 121  | 2:08.4g (1.20,1g) | 1 609 m | 0     | 0 USD      | [ 91 ] [ 92 ] |
| -  | 15 augusti 2014   | Kvallopp                            | Mohawk       | Tony Alagna        | Tony Alagna  | -    | 1:58.3 (1.13,7)   | 1 609 m | 3     | -          | [ 91 ] [ 92 ] |
| -  | 22 augusti 2014   | Kvallopp                            | Mohawk       | Scott Zeron        | Tony Alagna  | -    | 1:56.3 (1.12,5)   | 1 609 m | 1     | -          | [ 91 ] [ 92 ] |
| 3  | 28 augusti 2014   | 2&3 Year -nw15000                   | Mohawk       | Scott Zeron        | Tony Alagna  | 15   | 1:56.4 (1.12,6)   | 1 609 m | 1     | 7 000 USD  | [ 91 ] [ 92 ] |
| 4  | 18 september 2014 | nw3-4 pmlt                          | The Red Mile | Mike Lachance      | Tony Alagna  | 25   | 1:53.2 (1.10,5)   | 1 609 m | 2     | 900 USD    | [ 91 ] [ 92 ] |
| 5  | 27 september 2014 | Late Closer                         | The Red Mile | Mike Lachance      | Tony Alagna  | 63   | 1:53.3 (1.10,6)   | 1 609 m | 3     | 1 200 USD  | [ 93 ]        |
| 6  | 4 oktober 2014    | Late Closer                         | The Red Mile | Mike Lachance      | Tony Alagna  | 210  | 1:52.3 (1.10,0)   | 1 609 m | 1     | 5 000 USD  | [ 94 ]        |
| -  | 29 november 2014  | Kvallopp                            | Meadowlands  | Tim Tetrick        | Tony Alagna  | -    | 1:55.0 (1.11,5)   | 1 609 m | 1     | -          | [ 91 ] [ 92 ] |
| 7  | 5 december 2014   | 2-3 Year nw2                        | Meadowlands  | Tim Tetrick        | Tony Alagna  | 10   | 1:55.1 (1.11,6)   | 1 609 m | 1     | 10 000 USD | [ 91 ] [ 92 ] |
| 8  | 19 december 2014  | 3 Year nw3cd                        | Meadowlands  | Tim Tetrick        | Tony Alagna  | 11   | 1:54.2 (1.11,1)   | 1 609 m | 2     | 6 000 USD  | [ 91 ] [ 92 ] |
| -  | 2 januari 2015    | Kvallopp                            | Meadowlands  | Tim Tetrick        | Tony Alagna  | -    | 1:55.3 (1.11,9)   | 1 609 m | 1     | -          | [ 91 ] [ 92 ] |
| 9  | 8 januari 2015    | Super Bowl                          | Meadowlands  | Tim Tetrick        | Tony Alagna  | 11   | 1:54.4 (1.11,4)   | 1 609 m | 1     | 6 250 USD  | [ 95 ]        |
| 10 | 15 januari 2015   | Super Bowl                          | Meadowlands  | Tim Tetrick        | Tony Alagna  | 11   | 1:55.0 (1.11,5)   | 1 609 m | 1     | 7 500 USD  | [ 96 ]        |
| 11 | 24 januari 2015   | Super Bowl, final                   | Meadowlands  | Tim Tetrick        | Tony Alagna  | 21   | 1:56.0 (1.12,1)   | 1 609 m | 4     | 3 800 USD  | [ 97 ]        |
| 12 | 5 februari 2015   | Charles Singer Memorial             | Meadowlands  | Tim Tetrick        | Tony Alagna  | 35   | 1:56.4 (1.12,6)   | 1 609 m | 3     | 1 800 USD  | [ 98 ]        |
| 13 | 12 februari 2015  | Charles Singer Memorial             | Meadowlands  | Scott Zeron        | Tony Alagna  | 25   | 1:55.0 (1.11,5)   | 1 609 m | 4     | 1 200 USD  | [ 99 ]        |
| 14 | 28 februari 2015  | Charles Singer Memorial, final      | Meadowlands  | Scott Zeron        | Tony Alagna  | 25   | 1:53.2 (1.10,5)   | 1 609 m | 6     | 490 USD    | [ 100 ]       |
| 15 | 13 mars 2015      | Shiaway St Pat                      | Meadowlands  | Tim Tetrick        | Tony Alagna  | 90   | 1:55.1 (1.11,6)   | 1 609 m | 3     | 2 400 USD  | [ 101 ]       |
| 16 | 20 mars 2015      | Shiaway St Pat                      | Meadowlands  | Brett Miller       | Tony Alagna  | 22   | 1:56.4 (1.12,6)   | 1 609 m | 0     | 0 USD      | [ 102 ]       |
| 17 | 28 mars 2015      | Shiaway St Pat, final               | Meadowlands  | Brett Miller       | Tony Alagna  | 59   | 2:02.0g (1.15,9g) | 1 609 m | 0     | 0 USD      | [ 103 ]       |
| -  | 25 april 2015     | Kvallopp                            | Meadowlands  | Tim Tetrick        | Tony Alagna  | -    | 1:55.0 (1.11,5)   | 1 609 m | 1     | -          | [ 91 ] [ 92 ] |
| -  | 13 juni 2015      | Kvallopp                            | Meadowlands  | Tim Tetrick        | Tony Alagna  | -    | 1:52.3 (1.10,0)   | 1 609 m | 1     | -          | [ 91 ] [ 92 ] |
| 18 | 19 juni 2015      | 3-4 Year nw3cd                      | Meadowlands  | Tim Tetrick        | Tony Alagna  | 17   | 1:52.3 (1.10,0)   | 1 609 m | 1     | 11 800 USD | [ 91 ] [ 92 ] |
| 19 | 26 juni 2015      | 3-4 Year nw3/4                      | Meadowlands  | Tim Tetrick        | Tony Alagna  | 12   | 1:57.1g (1.12,9g) | 1 609 m | 0     | 0 USD      | [ 91 ] [ 92 ] |
| 20 | 3 juli 2015       | 3-4 Year nw3cd                      | Meadowlands  | David Miller       | Tony Alagna  | 25   | 1:52.1 (1.09,8)   | 1 609 m | 1     | 11 800 USD | [ 91 ] [ 92 ] |
| 21 | 24 juli 2015      | nw15000L5                           | Meadowlands  | David Miller       | Tony Alagna  | 19   | 1:52.1 (1.09,8)   | 1 609 m | 1     | 8 500 USD  | [ 91 ] [ 92 ] |
| 22 | 7 oktober 2015    | 360.001 - 720.000 kr.               | Solvalla     | Daniel Redén       | Daniel Redén | 16   | 1.13,0a           | 2 140 m | frd1a | 0 SEK      | [ 91 ] [ 92 ] |
| 23 | 18 november 2015  | 480.001 - 900.000 kr                | Solvalla     | Örjan Kihlström    | Daniel Redén | 14   | 1.13,1a           | 2 140 m | frd1a | 0 SEK      | [ 91 ] [ 92 ] |
| 24 | 3 december 2015   | 365.001 - 850.000 kr                | Gävle        | Örjan Kihlström    | Daniel Redén | 10   | 1.14,7a           | 2 140 m | frd1a | 0 SEK      | [ 91 ] [ 92 ] |
| -  | 19 december 2015  | 400.001 - 800.000 kr.               | Mantorp      | Örjan Kihlström    | Daniel Redén | str. | str.              | 2 640 m | str.  | str.       | [ 104 ]       |
| 25 | 25 mars 2016      | Prins Carl Philips Jubileumspokal   | Färjestad    | Örjan Kihlström    | Daniel Redén | 19   | 1.11,2a           | 1 640 m | frd1a | 0 SEK      | [ 105 ]       |
| 26 | 23 april 2016     | Silverdivisionen, försök            | Umåker       | Örjan Kihlström    | Daniel Redén | 14   | 1.14,1a           | 2 160 m | frd1a | 0 SEK      | [ 91 ] [ 92 ] |
| 27 | 8 maj 2016        | Finlandialoppet                     | Vermo        | Örjan Kihlström    | Daniel Redén | 21   | 1.10,2a           | 1 609 m | frd1a | 0 SEK      | [ 106 ]       |
| 28 | 29 maj 2016       | Elitloppet (2016), försök           | Solvalla     | Örjan Kihlström    | Daniel Redén | 45   | 1.09,2a           | 1 609 m | frd3a | 0 SEK      | [ 107 ]       |
| 29 | 29 maj 2016       | Elitloppet (2016), final            | Solvalla     | Erik Adielsson     | Daniel Redén | 82   | 1.09,5a           | 1 609 m | frd4a | 0 SEK      | [ 108 ]       |
| 30 | 18 juni 2016      | Norrbottens Stora Pris              | Boden        | Örjan Kihlström    | Daniel Redén | 31   | 1.11,7a           | 2 140 m | frd1a | 0 SEK      | [ 109 ]       |
| 31 | 26 juli 2016      | Hugo Åbergs Memorial                | Jägersro     | Örjan Kihlström    | Daniel Redén | 23   | 1.08.9a           | 1 609 m | frd1a | 0 SEK      | [ 110 ]       |
| 32 | 13 augusti 2016   | Åby Stora Pris, heat A              | Åby          | Örjan Kihlström    | Daniel Redén | 22   | 1.10,5a           | 1 640 m | frd1a | 0 SEK      | [ 111 ]       |
| 33 | 13 augusti 2016   | Åby Stora Pris, heat B              | Åby          | Örjan Kihlström    | Daniel Redén | 18   | 1.11,0a           | 1 640 m | frd2a | 0 SEK      | [ 111 ]       |
| 34 | 13 augusti 2016   | Åby Stora Pris, skiljeheat          | Åby          | Örjan Kihlström    | Daniel Redén | 19   | 1.11,4a           | 1 640 m | frd2a | 0 SEK      | [ 111 ]       |
| 35 | 25 oktober 2016   | Restaurang-Pokalen                  | Eskilstuna   | Ulf Ohlsson        | Daniel Redén | 10   | 1.14,8a           | 2 140 m | frd1a | 0 SEK      | [ 91 ] [ 92 ] |
| 36 | 5 november 2016   | Smedträffen                         | Eskilstuna   | Örjan Kihlström    | Daniel Redén | 11   | 1.13,2a           | 2 140 m | frd1a | 0 SEK      | [ 112 ]       |
| 37 | 20 november 2016  | Prix de Bretagne                    | Vincennes    | Örjan Kihlström    | Daniel Redén | 30   | 1.13,1            | 2 700 m | frd2a | 0 SEK      | [ 113 ]       |
| -  | 5 januari 2017    | Prix de Belgique                    | Vincennes    | Örjan Kihlström    | Daniel Redén | str. | str.              | 2 850 m | str.  | str.       | [ 114 ]       |
| 38 | 29 januari 2017   | Prix d'Amérique                     | Vincennes    | Örjan Kihlström    | Daniel Redén | 98   | 1.11,8            | 2 700 m | frd4a | 0 SEK      | [ 115 ]       |
| 39 | 12 februari 2017  | Prix de France                      | Vincennes    | Örjan Kihlström    | Daniel Redén | 93   | 1.11,5a           | 2 100 m | frd4a | 0 SEK      | [ 116 ]       |
| 40 | 23 februari 2017  | Prix du Plateau de Gravelle         | Vincennes    | Örjan Kihlström    | Daniel Redén | 13   | dga               | 2 100 m | d     | 0 SEK      | [ 117 ]       |
| 41 | 22 april 2017     | Guldbjörken                         | Umåker       | Örjan Kihlström    | Daniel Redén | 11   | 1.12,7a           | 2 140 m | frd1a | 0 SEK      | [ 118 ]       |
| 42 | 7 maj 2017        | Finlandialoppet                     | Vermo        | Örjan Kihlström    | Daniel Redén | 16   | 1.10,0a           | 1 609 m | frd2a | 0 SEK      | [ 119 ]       |
| 43 | 28 maj 2017       | Elitloppet (2017), försök           | Solvalla     | Johan Untersteiner | Daniel Redén | 44   | 1.10,2a           | 1 609 m | frd2a | 0 SEK      | [ 120 ]       |
| 44 | 28 maj 2017       | Elitloppet (2017), final            | Solvalla     | Johan Untersteiner | Daniel Redén | 160  | 1.09.2a           | 1 609 m | frd2a | 0 SEK      | [ 121 ]       |
| 45 | 17 juni 2017      | Norrbottens Stora Pris              | Boden        | Örjan Kihlström    | Daniel Redén | 16   | 1.10,8a           | 2 140 m | frd1a | 0 SEK      | [ 122 ]       |
| 46 | 15 juli 2017      | Årjängs Stora Sprinterlopp          | Årjäng       | Örjan Kihlström    | Daniel Redén | 21   | 1.09,6a           | 1 640 m | frd2a | 0 SEK      | [ 123 ]       |
| 47 | 25 juli 2017      | Hugo Åbergs Memorial                | Jägersro     | Örjan Kihlström    | Daniel Redén | 18   | 1.08.1a           | 1 609 m | frd1a | 0 SEK      | [ 124 ]       |
| 48 | 26 augusti 2017   | Sundsvall Open Trot                 | Bergsåker    | Örjan Kihlström    | Daniel Redén | 15   | 1.11,3a           | 2 140 m | frd3a | 0 SEK      | [ 125 ]       |
| 49 | 30 november 2017  | 3-åriga och äldre lägst 250.001 kr. | Gävle        | Örjan Kihlström    | Daniel Redén | 10   | 1.14,5a           | 2 140 m | frd1a | 0 SEK      | [ 91 ] [ 92 ] |
| 50 | 10 december 2017  | Prix du Bourbonnais                 | Vincennes    | Örjan Kihlström    | Daniel Redén | 230  | 1.12,7            | 2 850 m | frd4a | 0 SEK      | [ 126 ]       |
| 51 | 31 december 2017  | Prix de Bourgogne                   | Vincennes    | Örjan Kihlström    | Daniel Redén | 45   | 1.10,5a           | 2 100 m | frd1a | 0 SEK      | [ 127 ]       |
| 52 | 28 januari 2018   | Prix d'Amérique                     | Vincennes    | Örjan Kihlström    | Daniel Redén | 53   | 1.11,3            | 2 700 m | frd3a | 0 SEK      | [ 128 ]       |
| 53 | 11 februari 2018  | Prix de France                      | Vincennes    | Örjan Kihlström    | Daniel Redén | 25   | 1.10,3a           | 2 100 m | frd3a | 0 SEK      | [ 129 ]       |
| 54 | 26 april 2018     | 3-åriga och äldre lägst 345.001 kr. | Gävle        | Örjan Kihlström    | Daniel Redén | 10   | 1.12,1a           | 2 140 m | frd1a | 0 SEK      | [ 91 ] [ 92 ] |
| 55 | 15 maj 2018       | Meadow Roads Lopp                   | Solvalla     | Örjan Kihlström    | Daniel Redén | 10   | 1.09.9a           | 1 640 m | frd1a | 0 SEK      | [ 130 ]       |
| 56 | 27 maj 2018       | Elitloppet (2018), försök           | Solvalla     | Örjan Kihlström    | Daniel Redén | 24   | 1.10,8a           | 1 609 m | frd2a | 0 SEK      | [ 131 ]       |
| 57 | 27 maj 2018       | Elitloppet (2018), final            | Solvalla     | Örjan Kihlström    | Daniel Redén | 18   | 1.09,1a           | 1 609 m | frd2a | 0 SEK      | [ 132 ]       |
| 58 | 16 juni 2018      | Norrbottens Stora Pris              | Boden        | Örjan Kihlström    | Daniel Redén | 13   | 1.11,4a           | 2 140 m | frd1a | 0 SEK      | [ 133 ]       |
| 59 | 14 juli 2018      | Årjängs Stora Sprinterlopp          | Årjäng       | Örjan Kihlström    | Daniel Redén | 13   | 1.09,2a           | 1 640 m | frd1a | 0 SEK      | [ 134 ]       |
| 60 | 31 juli 2018      | Hugo Åbergs Memorial                | Jägersro     | Örjan Kihlström    | Daniel Redén | 14   | 1.09,4a           | 1 609 m | frd1a | 0 SEK      | [ 135 ]       |
| 61 | 11 augusti 2018   | Åby Stora Pris                      | Åby          | Örjan Kihlström    | Daniel Redén | 22   | 1.13,2a           | 3 140 m | frd1a | 0 SEK      | [ 136 ]       |
| 62 | 16 september 2018 | UET Trotting Masters                | Östersund    | Örjan Kihlström    | Daniel Redén | 28   | 1.10,4a           | 2 140 m | frd1a | 0 SEK      | [ 137 ]       |
| 63 | 27 oktober 2018   | C.L. Müllers Memorial               | Jägersro     | Örjan Kihlström    | Daniel Redén | 11   | 1.12,6a           | 2 640 m | frd1a | 0 SEK      | [ 138 ]       |
| 64 | 24 november 2018  | Konung Carl XVI Gustafs Silverhäst  | Solvalla     | Örjan Kihlström    | Daniel Redén | 15   | 1.12,1a           | 2 140 m | frd3a | 0 SEK      | [ 139 ]       |
| 65 | 29 december 2018  | Gulddivisionen, försök              | Romme        | Örjan Kihlström    | Daniel Redén | 10   | 1.13,8a           | 2 640 m | frd2a | 0 SEK      | [ 140 ]       |
| 66 | 27 januari 2019   | Prix d'Amérique                     | Vincennes    | Örjan Kihlström    | Daniel Redén | 61   | 1.12,0            | 2 700 m | frd1a | 0 SEK      | [ 141 ]       |
| 67 | 13 april 2019     | Guldbjörken                         | Umåker       | Örjan Kihlström    | Daniel Redén | 13   | 1.11,3            | 2 140 m | frd1a | 0 SEK      | [ 142 ]       |
| 68 | 27 april 2019     | Olympiatravet                       | Åby          | Örjan Kihlström    | Daniel Redén | 14   | 1.11,0            | 2 140 m | frd1a | 0 SEK      | [ 143 ]       |
| 69 | 26 maj 2019       | Elitloppet (2019), försök           | Solvalla     | Örjan Kihlström    | Daniel Redén | 19   | 1.10,4            | 1 609 m | frd2a | 0 SEK      | [ 144 ]       |
| 70 | 26 maj 2019       | Elitloppet (2019), final            | Solvalla     | Örjan Kihlström    | Daniel Redén | 28   | 1.10,7            | 1 609 m | frd4a | 0 SEK      | [ 145 ]       |
| 71 | 15 juni 2019      | Norrbottens Stora Pris              | Boden        | Örjan Kihlström    | Daniel Redén | 16   | 1.11,7            | 2 140 m | frd1a | 0 SEK      | [ 146 ]       |
| 72 | 30 juli 2019      | Hugo Åbergs Memorial                | Jägersro     | Örjan Kihlström    | Daniel Redén | 18   | 1.09,4            | 1 609 m | frd2a | 0 SEK      | [ 147 ]       |
| 73 | 10 augusti 2019   | Åby Stora Pris                      | Åby          | Örjan Kihlström    | Daniel Redén | 14   | 1.12,8            | 3 140 m | frd1a | 0 SEK      | [ 148 ]       |
| 74 | 7 september 2019  | UET Trotting Masters                | Vincennes    | Örjan Kihlström    | Daniel Redén | 27   | 1.11,9            | 2 700 m | frd1a | 0 SEK      | [ 56 ]        |
| 75 | 28 december 2019  | Gulddivisionen, försök              | Romme        | Örjan Kihlström    | Daniel Redén | 11   | 1.14,4            | 2 640 m | frd1a | 0 SEK      | [ 57 ]        |
| 76 | 11 januari 2020   | Gulddivisionen, försök              | Bergsåker    | Örjan Kihlström    | Daniel Redén | 12   | 1.12,6            | 2 140 m | frd2a | 0 SEK      | [ 58 ]        |
| 77 | 26 januari 2020   | Prix d'Amérique                     | Vincennes    | Örjan Kihlström    | Daniel Redén |      | ita               | 2 700 m | frd   | 0 SEK      | [ 59 ]        |
| 78 | 31 maj 2020       | Elitloppet (2020), försök           | Solvalla     | Örjan Kihlström    | Daniel Redén | 3,78 | 1.09,7            | 1 609 m | frd3a | 0 SEK      |               |
| 79 | 31 maj 2020       | Elitloppet (2020), final            | Solvalla     | Örjan Kihlström    | Daniel Redén | 4,34 | 1.10,2            | 1 609 m | frd1a | 0 SEK      | [ 149 ]       |

## Stamtavla
| Efter Muscle Hill 2006 | Muscles Yankee 1995   | Valley Victory  | Baltic Speed    |
| Efter Muscle Hill 2006 | Muscles Yankee 1995   | Valley Victory  | Valley Victoria |
| Efter Muscle Hill 2006 | Muscles Yankee 1995   | Maiden Yankee   | Speedy Crown    |
| Efter Muscle Hill 2006 | Muscles Yankee 1995   | Maiden Yankee   | Wistful Yankee  |
| Efter Muscle Hill 2006 | Yankee Blondie 1996   | American Winner | Super Bowl      |
| Efter Muscle Hill 2006 | Yankee Blondie 1996   | American Winner | B.J.'s Pleasure |
| Efter Muscle Hill 2006 | Yankee Blondie 1996   | Yankee Bambi    | Hickory Pride   |
| Efter Muscle Hill 2006 | Yankee Blondie 1996   | Yankee Bambi    | Yankee Duchess  |
| Undan Danae 2004       | Andover Hall 1999     | Garland Lobell  | ABC Freight     |
| Undan Danae 2004       | Andover Hall 1999     | Garland Lobell  | Gamin Lobell    |
| Undan Danae 2004       | Andover Hall 1999     | Amour Angus     | Magna Force     |
| Undan Danae 2004       | Andover Hall 1999     | Amour Angus     | Kenwood Scamper |
| Undan Danae 2004       | Deanella Hanover 1991 | Valley Victory  | Baltic Speed    |
| Undan Danae 2004       | Deanella Hanover 1991 | Valley Victory  | Valley Victoria |
| Undan Danae 2004       | Deanella Hanover 1991 | Della Hanover   | Speedy Count    |
| Undan Danae 2004       | Deanella Hanover 1991 | Della Hanover   | Delicious       |